# بوبي ويلسون (لاعب كرة سلة)
بوبي ويلسون (1944 - ) (بالإنجليزية: Bobby Wilson)‏ هو لاعب كرة سلة أمريكي في مركز هجوم قوي الجسم. لعب مع دالاس تشابارالز ‏ وكانساس جايهوكس ‏.

## وصلات خارجية
- بوبي ويلسون على موقع سبورتس رفرنس (الإنجليزية)
- بوبي ويلسون على موقع كلية كرة السلة في سبورتس رفرنس.كوم (الإنجليزية)